# 間宮くるみ
間宮 くるみ（まみや くるみ、11月10日 - ）は、日本の女性声優。滋賀県野洲郡野洲町（現：野洲市）出身。81プロデュース所属。

## 来歴
野洲市立三上小学校時代の卒業文集に「将来の夢は声優」と書いていた。引っ込み思案だった性格もあり、中学時代くらいからその華やかな夢は次第に頭の隅へ追いやるようになっていき、滋賀県立野洲高等学校卒業後、滋賀県から上京して声優とは関係のない専門学校に入学。これといった目標もなく日々を送り2年が過ぎ、「野洲へ帰ろうか」と考え始めていた時に自分に「一体何がやりたいのだろう」、「一度の人生、このままでいいのか」と問いかけていた。その時に「しまい込んでいた夢に挑戦しよう」と心を決めて、バオバブ学園（現：ビジュアル・スペース俳優養成所）（9期生）として入所。4年間芝居や表現法を学ぶ。同養成所卒業して3年目に『とっとこハム太郎』の主人公のハム太郎役に抜擢された。2003年のインタビューによると、子供たちから「落ち込んだ時でもハム太郎の声を聞くと元気になる」と言われた時にはやりがいを感じていたという。
かつてはぷろだくしょんバオバブに所属していた。2004年4月1日から81プロデュースに移籍した。

## 人物
声種はソプラノ。声については長らくコンプレックスだった。中学生のころ周囲から「変わってるね」、「変だね」と言われたこともあり、それを克服して自分に自信を持ちたかった。声優デビュー後は「この声は自分にしか出せないもの、自分の個性なんだ」と語る。方言は関西弁。
声優としては、テレビアニメ、外画吹き替えを中心に活躍。
趣味・特技はバドミントン、ものまね、ウクレレ、映画鑑賞。
資格は原付免許。

## 出演
太字はメインキャラクター。

### テレビアニメ
1997年
- エルフを狩るモノたちII（女生徒）
- クレヨンしんちゃん（1997年 - 2011年、ツヨシ、ブリーフパンダ、地デジン）
- はれときどきぶた（玉ちゃん〈畠山玉江〉）

1998年
- たこやきマントマン（1998年 - 1999年、テンテン）
- DTエイトロン（子供）
- どっきりドクター（田島かおり、幻の少女歌手）
- Bビーダマン爆外伝（ジュニボン）

1999年
- イソップワールド（ピッコ）
- キョロちゃん（1999年 - 2001年、ミッケン、タナカ犬、客A）
- ぐるぐるタウンはなまるくん（まるる）
- ねこぢる劇場（ぽん吉）
- Bビーダマン爆外伝V（チビゴン）

2000年
- うちゅう人 田中太郎（ユウジ）
- 学校の怪談（宮ノ下敬一郎）
- とっとこハム太郎（ハム太郎） - 5シリーズ
- レレレの天才バカボン（ヘビコブター、ペンギンライオン、白ウナギイヌ、ハタ坊ネズミ、警官、掃除機な子供、子供）

2001年
- Cosmic Baton Girl コメットさん☆（藤吉剛）
- 新白雪姫伝説プリーティア（椎子）
- ドッとKONIちゃん（篠原ともえ）
- ピロッポ（フニラ、キマル）
- 魔法少女猫たると（萬寿、クッキー）

2002年
- あたしンち（2002年 - 2003年、藤野の弟、子供、アナウンス）
- カスミン（カップ）
- ちっちゃな雪使いシュガー（カメのランスロット）
- 超重神グラヴィオン（2002年 - 2004年、アーニャ） - 2シリーズ
- 東京ミュウミュウ（ももか）
- ドラえもん（テレビ朝日版第1期）（茶々、優毅くん）
- 陸上防衛隊まおちゃん（小大王）
- わがまま☆フェアリー ミルモでポン!シリーズ（パピィ、コムギ）

2003年
- 電光超特急ヒカリアン（宇宙のヒヨコ）
- ロックマンエグゼAXESS（サイエンス君）

2004年
- お伽草子（弟）
- B-伝説! バトルビーダマン（2004年 - 2005年、ブル） - 2シリーズ

2005年
- ガラスの仮面（2005年版）（カズ）
- ゾイドジェネシス（ラ・ムゥ）
- 焼きたて!!ジャぱん（少女）

2006年
- 桜蘭高校ホスト部（猫澤霧美）
- まじめにふまじめ かいけつゾロリ（ユミ）

2007年
- ケロロ軍曹（ヌイイ）
- さぁイコー! たまごっち（ごりっぱ先生、もんきーっち）
- 地獄少女 二籠（千脇寧々）
- しゅごキャラ!（2007年 - 2010年、日奈森あみ〈亜実〉） - 3シリーズ
- それいけ!アンパンマン（ほのおくん〈4代目〉）
- デルトラクエスト（プリン）
- 天元突破グレンラガン（ナキム）
- ポケモン不思議のダンジョン 時の探検隊・闇の探検隊（ポッチャマ）
- ゆめだまや奇談（ジュン）
- REIDEEN（ダダ）
- レ・ミゼラブル 少女コゼット（アゼルマ）

2008年
- きらりん☆レボリューション STAGE3（ペン子）
- スケアクロウマン（男の子）
- 天体戦士サンレッド（2008年 - 2010年、ウサコッツ 他） - 2シリーズ
- ノーキーとおともだち（ノーキー）
- ぷるるんっ!しずくちゃん あはっ☆（のっぺらくん）
- 我が家のお稲荷さま。（モグゾー）

2009年
- たまごっち!（2009年 - 2015年、ハッピーバーガーっち、ごりっぱ先生） - 3シリーズ
- ポケモン不思議のダンジョン 空の探検隊 時と闇をめぐる最後の冒険（ポッチャマ）

2010年
- スティッチ! 〜ずっと最高のトモダチ〜（ミスター・ステンチー）
- BLEACH（子供）

2011年
- プリティーリズム・オーロラドリーム（アンディ）
- 47都道府犬（滋賀犬）

2012年
- 黒魔女さんが通る!!（宮瀬雄一）
- 人類は衰退しました（一斤さん）

2013年
- NARUTO -ナルト- SD ロック・リーの青春フルパワー忍伝（赤ちゃんガイ）

2014年
- ONE PIECE（2014年 - 2024年、レオ）

2015年
- 暗殺教室（2015年 - 2016年、くぬどん） - 2シリーズ
- カードファイト!! ヴァンガードG（2015年 - 2018年、クロノ・ドラン / クロノ・ドラン・Z） - 4シリーズ
- 怪盗ジョーカー（イチマル）
- レーカン!（少女霊）
- ONE PIECE エピソードオブサボ 〜3兄弟の絆 奇跡の再会と受け継がれる意志〜（レオ）

2016年
- 魔法少女育成計画（ファヴ）
- モンスターハンター ストーリーズ RIDE ON（リンリン、イチビッツ）

2018年
- ポプテピピック（ポンタ）

2020年
- カードファイト!! ヴァンガード（クロノ・ドラン）
- アクダマドライブ（ウサギちゃん）

2022年
- 邪神ちゃんドロップキックX（はりぼての中の人）

2023年
- ぐんまちゃん（ビンちゃん）
- ひろがるスカイ!プリキュア（マロン）

2024年
- ちいかわ（じゃんけん君）

2025年
- フードコートで、また明日。（キン太郎）

### 劇場アニメ
2000年
- エスカフローネ（幼いひとみ）

2001年
- 劇場版 とっとこハム太郎 ハムハムランド大冒険（ハム太郎）

2002年
- えっちゃんのせんそう（リー・シャオロン）
- シックス・エンジェルズ（リンク）
- 劇場版 とっとこハム太郎 ハムハムハムージャ! 幻のプリンセス（ハム太郎）

2003年
- 劇場版 とっとこハム太郎 ハムハムグランプリン オーロラ谷の奇跡 リボンちゃん危機一髪!（ハム太郎）
- もも子、かえるの歌がきこえるよ。（倉本もも子）

2004年
- 劇場版 とっとこハム太郎 はむはむぱらだいちゅ! ハム太郎とふしぎのオニの絵本塔（ハム太郎）

2006年
- 銀色の髪のアギト（ベールイ）

2007年
- えいがでとーじょー! たまごっち ドキドキ! うちゅーのまいごっち!?（ごりっぱ先生）

2008年
- クレヨンしんちゃん ちょー嵐を呼ぶ 金矛の勇者（ギンギン〈クロ〉）

2010年
- 劇場版ポケットモンスター ダイヤモンド&パール 幻影の覇者 ゾロアーク（ゾロア）

2014年
- 劇場版 ゆうとくんがいく（チチョ）

2025年
- たべっ子どうぶつ THE MOVIE（ひよこちゃん）

### OVA
- エクスドライバー（2000年、メイク）
- とっとこハム太郎（2002年 - 2004年、ハム太郎） - 4作品
- あの山に登ろうよ（2003年、ゆうき）
- 王ドロボウJING in Seventh Heaven2（2004年、クローブ）
- ICE（2007年、サツキ）
- 珍遊記 -太郎とゆかいな仲間たち-（2009年、やおい、猫）

### Webアニメ
- タコピーの原罪（2025年、タコピー[18][初出 2]）

### ゲーム
1998年
- どきどきポヤッチオ（リリィ）

1999年
- ぷよぷよ〜ん（カーバンクル、ナレーター）
- ロビット・モン・ジャ（すみだあきひこ）

2000年
- フェイバリットディア 純白の預言者（リンクス）
- ポポロクロイス物語II（エレナ・パカプカ）

2002年
- ラクガキ王国（タロー）

2003年
- ガチャろく2〜今度は世界一周よ!!〜（ウーパー）
- みんなのGOLF 4（プリン）

2004年
- とっとこハム太郎 𝄞ハムハムおんがくぱらだいちゅ!（ハム太郎）

2005年
- わがまま☆フェアリー ミルモでポン! どきどきメモリアルパニック

2006年
- VALHALLA KNIGHTS -ヴァルハラ ナイツ-（ホビット 男）

2009年
- レイトン教授と魔神の笛（ラグーシ）

2015年
- 暗殺教室 殺せんせー大包囲網!!（くぬどん）
- ポポロクロイス牧場物語（王女）
- ゆるかみ!（大津いろは）

2016年
- 暗殺教室 アサシン育成計画!!（くぬどん）
- 牧場物語 3つの里の大切な友だち（ハム太郎）

2022年
- 星のカービィ ディスカバリー（エフィリン）

2023年
- 東方幻想エクリプス（チルノ）

### ドラマCD
- エルフの若奥様（ピューリィ）
- はやて×ブレード（黒鉄はやて）
- さあ 恋におちたまえシリーズ（坂下かける）

### 吹き替え

#### 映画
- アザーズ（ニコラス〈ジェームズ・ベントレー〉）
- アンドリューNDR114（リトル・ミス）※ソフト版・日本テレビ版
- IN DREAMS/殺意の森※DVD版
- チャーリーと14人のキッズ（マックス〈マックス・バークホルダー〉）
- リトル・ヴァンパイア（トニー〈ジョナサン・リプニッキ〉）
- ロスト・キッズ（マーフ〈ジョナサン・リプニッキ〉）

#### ドラマ
- スティーヴン・キングのキングダム・ホスピタル（クリスタ〈ジェニファー・カニンガム〉）
- ナース・ジャッキー3

#### アニメ
- パワーパフガールズ・アンダーグラウンド（バブルス）
- リセス 〜ぼくらの休み時間〜（コーンチップ〈初代〉、アシュリー・クインラン〈初代〉、グル少年〈初代〉）
- バットマン:ブレイブ&ボールド（バットマン〈子供化時〉）

### 映画
- オー・マイ・ゼット!（2016年、クロックワークス） - 魔除けゾンビ / 沼田くんゾンビの声

### テレビ番組
- イカロス君のうた - JAXA 〜翼を広げて〜IKAROS専門チャンネル
- いないいないばあっ!（うーたん）
- きんだーてれび（朗読）
- 知ってニャるほど!ヘルシスト（しらすの声）
- のりスタ1・2・3!（タイトルコール） - 「3!」を担当。

### CM・PV
- カラオケUGA（パンダ）
- ことばおじさんのナットク日本語塾
- サントリーDAKARA（チビ小僧）
- タコピーの原罪 上巻 PV（2022年、タコピー[21]）

### その他コンテンツ
- 限定たまごっちスペシャルDVD（マクドっち、ごりっぱ先生） - 日本マクドナルド週末限定キャンペーン景品用DVD
- デジタルコミック『タコピーの原罪』（2022年、タコピー[22]）

### シリーズ一覧
1. ↑  第1期（2000年 - 2004年）、第2期『はむはむぱらだいちゅ!』（2004年 - 2006年）、第3期『は〜い!』（2006年 - 2008年）、第4期『でちゅ』（2011年 - 2012年）、第5期（2012年 - 2013年）
2. ↑  第1期（2004年）、第2期『炎魂』（2005年）

### 初出話一覧
1. ↑  第3話初出
2. ↑  第1話初出